# Мердок (Минесота)
Мердок (енгл. Murdock) град је у америчкој савезној држави Минесота.

## Демографија
По попису из 2010. године број становника је 278, што је 25 (-8,3%) становника мање него 2000. године.
| Група             | 2000.       | 2010.       |
| Белци             | 275 (90,8%) | 255 (91,7%) |
| Афроамериканци    | 2 (0,7%)    | 0 (0,0%)    |
| Азијати           | 0 (0,0%)    | 0 (0,0%)    |
| Хиспаноамериканци | 25 (8,3%)   | 20 (7,2%)   |
| Укупно            | 303         | 278         |